# ホンダ・FT
FT（エフティー）は、本田技研工業がかつて製造販売したオートバイのシリーズ商標である。
本項では北米向け輸出専売モデルであったVT500FT（ブイティー500エフティー）についても解説を行う。

## 概要

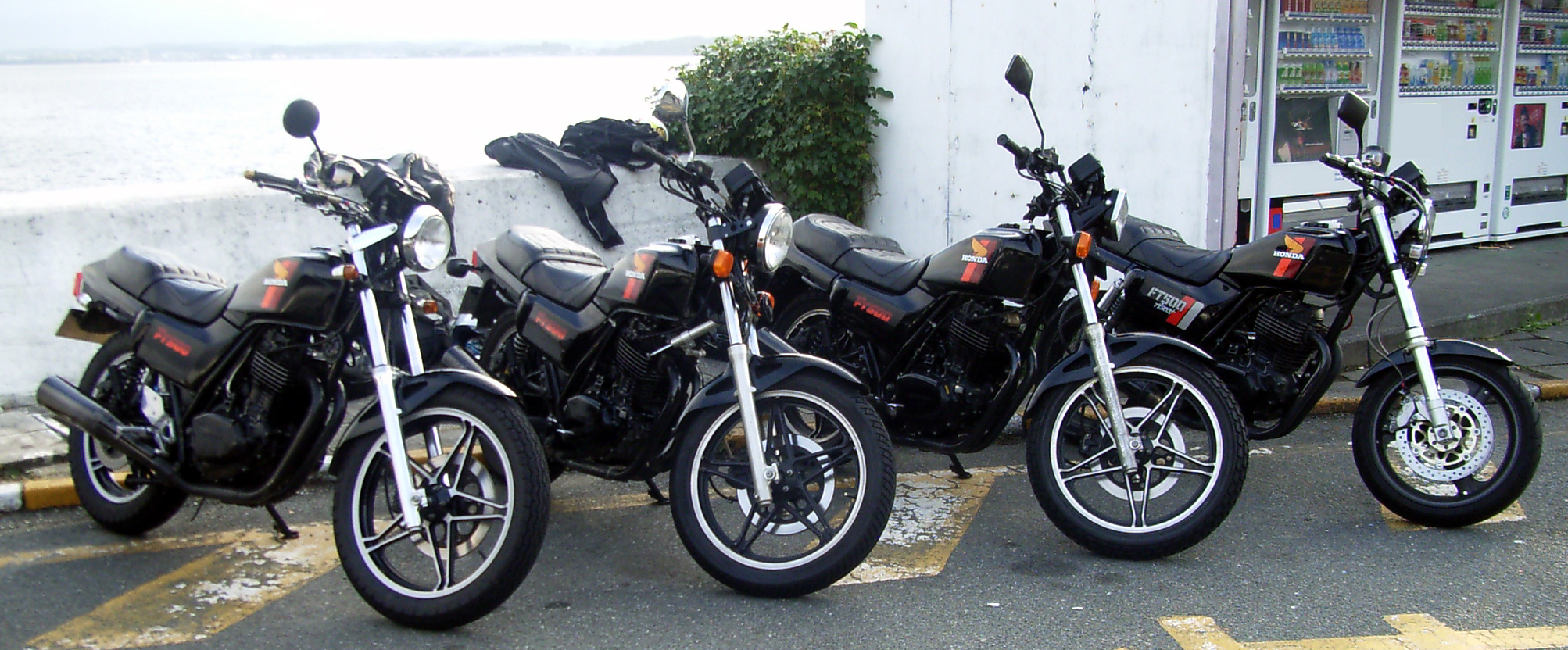
FT500

アメリカ合衆国で草レースとして人気があるフラットトラックレース出場車両をモチーフにしたオートバイである。開発に当たっては当時製造されていたデュアルパーパスモデルのXLをベースにしており一部コンポーネンツも共用する姉妹車であるが、同社のラインナップとしてはロードスポーツにカテゴライズされる。
輸出をメインとした排気量497㏄のFT500と免許制度の関係から中型限定自動二輪車運転免許（現・普通自動二輪車運転免許）に対応させた日本国内向け専売モデルとなる排気量398㏄のFT400が開発された。なおFT・VTとも北米向け輸出仕様車両には ASCOT（アスコット）のペットネームが附与された。

## 車両解説
※本項では日本国内向け仕様について解説を行う。
1982年5月31日発表、同年6月1日発売。型式名はFT500がPC07、FT400がNC09。
車体は、フレームがベースとなったXL系と同様の鋼管ダイヤモンド型。サスペンションは前輪が円筒空気ばね併用テレスコピックにねじれ剛性を高めるスタビライザーを装備。後輪がスイングアームでショックアブソーバーが圧縮側減衰特性が調整可能なリザーバータンク付とした上で板ばねとオリフィスだけでコントロールしていた減衰力をさらにコイルスプリングとチェックバルグを設けることによってスピードに応じて可変的な減衰力特性をもたせたFVQダンパーを装着する。
ホイールが前19インチ・後18インチの星形スポークタイプとしたアルミニウム製キャスト。ブレーキはローター径前296mm・後276mmとし、デュアルピストンキャリパーを装着するシングルディスクブレーキである。
エンジンは空冷4ストローク4バルブSOHC単気筒で、500がXL500Sならびに海外向け輸出仕様に製造されていたXL500Rと共用するPD01E型を、400が日本国内向け仕様に製造されていたXL400Rと共用するND01型を搭載するが、本モデルではキャラクターに合せてチューニングならびに始動方式をプライマリーキックからセルモーターへ変更した。
- PD01E型・ND01E型ともシリンダー内径を共に89.0mmのまま、行程を80.0mm・64.0mmにすることでそれぞれの排気量を497㏄・398㏄とした。

圧縮比は共に8.6、燃料供給はVB型キャブレターを装着し、500が最高出力33ps/6,500rpm・最大トルク4.0kg-m/5,000rpm、400が最高出力27ps/6,500rpm・最大トルク3.2kg-m/5,000rpmのスペックをマーク。動力伝達は5段マニュアルトランスミッションを介するチェーンドライブとした。
なお本モデルは、マイナーチェンジも未実施で早期に北米向け輸出仕様も含め1985年までに製造販売終了となった。

### 諸元
| 車名                 | FT400                                | FT500                                |
| 型式名               | NC09                                 | PC07                                 |
| 全長x全幅x全高（m）  | 2.225x0.775x1.115                    | 2.225x0.775x1.115                    |
| ホイールベース（m）  | 1.425                                | 1.435                                |
| 最小回転半径（m）    | 2.6                                  | 2.6                                  |
| 最低地上高（m）      | 0.160                                | 0.160                                |
| シート高（m）        | 0.790                                | 0.790                                |
| 乾燥重量（kg）       | 158                                  | 159                                  |
| 車両重量（kg）       | 170                                  | 171                                  |
| 60㎞/h定地走行燃費   | 41km/L                               | 38km/L                               |
| エンジン型式名       | ND01E                                | PD01E                                |
| エンジン型式         | 空冷4ストローク4バルブSOHC単気筒     | 空冷4ストローク4バルブSOHC単気筒     |
| 総排気量             | 398cc                                | 497cc                                |
| 内径x行程（mm）      | 89.0x64.0                            | 89.0x80.0                            |
| 圧縮比               | 8.6                                  | 8.6                                  |
| 最高出力             | 27ps/6,500rpm                        | 33ps/6,500rpm                        |
| 最大トルク           | 3.2kg-m/5,000rpm                     | 4.0kg-m/5,000rpm                     |
| キャブレター         | VB13                                 | VB11                                 |
| 点火装置             | 無接点式CDI                          | 無接点式CDI                          |
| 始動方式             | セルフ                               | セルフ                               |
| 潤滑方式             | 圧送式飛沫式併用ウエットサンプ       | 圧送式飛沫式併用ウエットサンプ       |
| 潤滑油容量           | 2.4L                                 | 2.4L                                 |
| 燃料タンク容量       | 13.0L                                | 13.0L                                |
| クラッチ             | 湿式多板コイルスプリング             | 湿式多板コイルスプリング             |
| 変速方式             | 左足動式リターン                     | 左足動式リターン                     |
| 変速機               | 常時噛合5段                          | 常時噛合5段                          |
| 1速                  | 2.461                                | 2.461                                |
| 2速                  | 1.647                                | 1.647                                |
| 3速                  | 1.250                                | 1.250                                |
| 4速                  | 1.000                                | 1.000                                |
| 5速                  | 0.840                                | 0.840                                |
| フレーム形式         | 鋼管ダイヤモンド                     | 鋼管ダイヤモンド                     |
| サスペンション（前） | テレスコッピック（円筒空気ばね併用） | テレスコッピック（円筒空気ばね併用） |
| サスペンション（後） | スイングアーム（FVQダンパー）        | スイングアーム（FVQダンパー）        |
| キャスター           | 29.5°                                | 29.5°                                |
| トレール             | 124.0mm                              | 124.0mm                              |
| タイヤ（前）         | 3.50S-19-4RP                         | 3.50S-19-4RP                         |
| タイヤ（後）         | 4.25S-18-4RP                         | 4.25S-18-4RP                         |
| ブレーキ（前）       | 296mm油圧式シングルディスク          | 296mm油圧式シングルディスク          |
| ブレーキ（後）       | 276mm油圧式シングルディスク          | 276mm油圧式シングルディスク          |
| 標準現金価格         | \423.000                             | \428,000                             |
| -------------------- | ------------------------------------ | ------------------------------------ |

## VT500FT
海外向け輸出専用モデルVT500シリーズ用排気量491ccの水冷V型2気筒エンジンを搭載した北米向けモデル。型式名PC10。FT500との外観差はほとんどないが、リヤブレーキをドラム式としたほか、動力伝達がシャフトドライブとなる。